# Увары (Новгородская область)
 Увары — деревня в Маловишерском муниципальном районе Новгородской области, относится к Бургинскому сельскому поселению.
В тихом погосте деревни Никольского монастыря с Липны Федоровские, Иванова сына Полонского, да сына его Якушевские, что им дал князь великий противу их земель деревню Уварова…” Таким было одно из первых упоминаний о деревне Увары. Можно предположить, что название Увары произошло от слова уварить – варить до поспелости в известную меру. Возможно, Увары была известна как деревня, славившаяся своими мастерами – варщиками медов. Другое старинное название деревни - Малые Хубки по названию реки Хуба, на которой расположена деревня. 
Основана в XVIII веке

## География
Деревня расположена в центральной части Новгородской области, на берегу реки  Хуба, между бывшей деревней Родники и деревней Захомутье (Ильичево).
В окрестностях деревни находится 4 живописных озера — Черное, Белое, Тюково и Глухое.

## Население 2023
| 2010 | 2011 |
| ---- | ---- |
| 2    | ↗6   |

## Транспорт
Дорога до деревни разбита лесовозами.